# Engagement und Distanzierung
Dieser Artikel wurde auf der Qualitätssicherungsseite des Portals Soziologie eingetragen. Dies geschieht, um die Qualität der Artikel aus dem Themengebiet Soziologie auf ein akzeptables Niveau zu bringen. Hilf mit, die inhaltlichen Mängel dieses Artikels zu beseitigen, und beteilige dich an der Diskussion. (Artikel eintragen)
Der Sozialwissenschaftler Norbert Elias geht in seinem Buch Engagement und Distanzierung den wissenssoziologischen Aspekten seiner Zivilisierungstheorie nach, die er zuerst in seinem Hauptwerk Über den Prozeß der Zivilisation (1939) vorstellte.

## Doppelbinder
Menschen sind neugierig, das heißt: sie wollen sich in ihrer Umwelt orientieren. Sie müssen dies, um in ihr zu überleben und sich fortzupflanzen. Dafür müssen sie ihre Ressourcen nutzen und ihre Gefahren kontrollieren. Sie brauchen dafür realitätsangemessene Vorstellungen dieser Umwelt.
Diesem ständigen Bemühen um Orientierung steht die Bedrohung durch diese Umwelt gegenüber. In der längsten Zeit der Menschheitsgeschichte waren dies wilde Tiere, Stürme, Dürren usw. Je bedrohter wir uns fühlen, desto stärker sind wir gegenüber einer Situation emotional engagiert, und desto stärker sind unsere Projektionen, z. B. von Wunsch- und Furchtbildern. Umso stärker sind also unsere gedanklichen Bilder (= Theorien) dieser Umwelt verzerrt, von unseren Wunsch- und Furchtbildern gefärbt. Je stärker diese Projektionen und Verzerrungen, desto schwieriger wird es, realitätsangemessene Bilder unserer Umwelt zu gewinnen, die uns eine Kontrolle der Umweltgefahren ermöglichen würden. Diese Wechselwirkung nennt Norbert Elias Doppelbinder: Gefahren machen Angst, und Angst erschwert ein klares Bild (und damit die Kontrolle) der Gefahren.

## Phantasiegehalt von (Alltags)Theorien
Je verzerrter ein gedankliches Bild, desto stärker ist also sein Phantasiegehalt. Was ist die Alternative? Je besser es uns gelingt, gegenüber unserer Umwelt emotional distanziert zu sein, desto stärker basieren unsere gedanklichen Bilder der Umwelt auf Beobachtung und logischen Schlüssen statt auf Phantasien. Damit werden sie realitätsangemessener und ermöglichen es uns, die Gefahren der Umwelt besser zu kontrollieren. (Alltags)Theorien unterscheiden sich also in ihrem Gehalt an Phantasien einerseits, an logisch geordneten Beobachtungen und Schlussfolgerungen andererseits.
Im emotionalen Verhältnis gegenüber der Umwelt gibt es also ein Spektrum: stärker engagierte oder stärker distanzierte Weisen, die Umwelt zu erleben. Dabei kommen die Extreme (völlig emotional engagiert oder distanziert) nur bei Säuglingen oder Geisteskranken vor. Die meisten erwachsenen Menschen bewegen sich im mittleren Bereich dieses Spektrums.

## Evolution der Denkweisen
Nicht nur einzelne Menschen, sondern auch ganze Gesellschaften weisen bestimmte Standards des durchschnittlichen Erlebens und Verhaltens auf. Es gibt also Gesellschaften mit durchschnittlich stärker engagiertem oder solche mit stärker distanziertem Erleben der Umwelt.
Die Menschheit begann ihre Existenz in einer relativ stark von der Umwelt bedrohten Situation. Entsprechend war über Jahrtausende der Standard des Wahrnehmens/Erlebens stark emotional engagiert, der Phantasiegehalt der gedanklichen Bilder der Umwelt war hoch. Dies bedingte eine geringe Fähigkeit, die Umweltgefahren zu kontrollieren. Nur langsam entkam die Menschheit dieser Falle, erarbeitete sich in kleinen Schritten allmählich realitätsangemessenere Bilder, drängte in diesen Bildern also den Phantasiegehalt zurück, stützte sich stärker auf Beobachtung und logische Schlüsse, gelangte damit zu besseren Möglichkeiten, die Umweltgefahren zu kontrollieren. Dieser Prozess verlief zu Beginn sehr langsam, enthält jedoch in sich die Tendenz zu seiner Beschleunigung, denn je mehr bestätigtes Wissen Menschen anhäufen, desto schneller können sie neues Wissen erwerben. Schließlich wurde dieser Wissenserwerb systematisiert und gesellschaftlich institutionalisiert in Form der "Wissenschaften". Hier gibt es Spezialisten, deren Beruf das Erforschen der Umwelt (der unbelebten, der belebten, der menschlichen) ist. Unter anderem in diesen Institutionen entwickeln sich laufend die am stärksten emotional distanzierten Standards innerhalb einer Gesellschaft; und von diesen Institutionen strahlen diese Standards allmählich auf den Rest der Gesellschaft aus.
Zu Beginn dieses jahrtausendelangen Prozesses erlaubten die emotionalen Standards also nur stark phantasiegeladene gedankliche Bilder der Umwelt. Einige Beispiele dafür sind z. B. die Vorstellungen, ein Blitz sei eine Äußerung eines Donnergottes, der Aufgang und Untergang der Sonne von einem Sonnengott gelenkt, die Fruchtbarkeit der Erde vom Willen einer Muttergöttin abhängig, eine Sonnenfinsternis eine Warnung irgendeines Propheten. All diese Bilder haben gemeinsam, dass Menschen dabei "von sich auf andere schließen"; sie interpretieren die Umwelt so, wie sie sich selber erleben: als von Absichten gelenkt. Für diese Sichtweise, die die Umwelt als von absichtsvollen Geistwesen "beseelt" ansieht, wurde der Begriff "Animismus" geprägt (von lat. "anima", die Seele). Dieser Sichtweise liegt also das zugrunde, was Norbert Elias den primären, kindlichen Egozentrismus nennt: die Projektion des Selbsterlebens auf die Umwelt, oder des Erlebens der engsten Umwelt (Familie, Stamm, Dorf, Milieu) auf die weitere Umwelt. Dieser primäre Egozentrismus hat viele Varianten: Ethnozentrismus, Eurozentrismus oder "Standesdünkel" sind nur einige davon. Dabei misst bzw. interpretiert man die Umwelt am Maßstab dessen, was man in sich oder in seiner engsten Umwelt erlebt.
Je weiter der jahrtausendelange Zivilisierungsprozeß fortschreitet, der uns u. a. eine stärkere Selbstkontrolle, damit eine distanziertere Wahrnehmung der Umwelt und ein genaueres Nachvollziehen von Ursache-Wirkungs-Ketten erlaubt, desto stärker drängen wir diese Projektionen zurück und orientieren unsere Bilder an (immer systematischeren) Beobachtungen. Im Lauf der Zeit wurde das Bild der Realität also immer "unpersönlicher", es setzt sich immer mehr die Einsicht durch, dass die Wirklichkeit ein zwar gerichteter, aber blinder, ungesteuerter Prozess ist. Statt Absichten liegen ihr Kausalketten zugrunde.

## Die Wissenschaften im Zivilisierungsprozeß
Diese Einsicht setzt sich am leichtesten und deshalb frühesten dort durch, wo es um den Menschen relativ fernstehende Bereiche der Realität geht: bei der unbelebten Natur. Hier ist eine kleine Verknüpfung zum Wissenschaftshistoriker Thomas S. Kuhn sinnvoll: Die Physik und Chemie sind die Wissenschaften, die sich am frühesten zu einem gewissen inneren Reifegrad, damit zu praktischer Wirksamkeit und gesellschaftlicher Anerkennung durchrangen. Dafür steht der Durchbruch von Newton im 17. Jahrhundert. 200 Jahre später erreichte die Wissenschaft der belebten Natur mit Darwin diesen Punkt. Am schwierigsten fällt uns nüchterne Distanz in dem Wirklichkeitsbereich, der die geringste Entfernung zu uns selbst aufweist: bei uns selbst. Die Sozialwissenschaften haben diesen inneren Reifegrad ihrer "großen Geschwister" noch nicht erreicht, sie sind noch wesentlich stärker von gesellschaftlichen Konflikten und kollektiven Phantasien beeinflusst, eine Einigung auf eine fachinterne Basistheorie (Paradigma) steht noch aus. (Vielleicht erreichen sie dies wiederum 200 Jahre nach der Biologie, also in der Mitte des 21. Jahrhunderts? Hinweise darauf gibt es durchaus.)
Diese Entfernung des Untersuchungsgegenstandes zu uns selbst ist nicht der einzige Faktor für den unterschiedlichen Reifegrad der Wissenschaften. Norbert Elias weist darauf hin, dass die Wirklichkeitsbereiche unterschiedlich komplex sind. Der Bereich der physikalisch-chemischen Evolution ist der vergleichsweise einfachste (und langsamste, wenn man sich die Lebensdauer von Sonnen vor Augen führt). Die biologische Evolution ist bereits erheblich komplexer, weil sie die Elemente der physikalisch-chemischen Evolution in sich enthält und darüber hinaus zu neuen Elementen kombiniert. Sie bewegt sich auch wesentlich schneller, wenn man an die Geschwindigkeiten der Entstehung und Entwicklung von Arten denkt. Die soziokulturelle Evolution der Menschen ist der komplexeste dieser drei Wirklichkeitsbereiche, weil er Elemente der ersten beiden Bereiche enthält und wiederum zu neuen Elementen kombiniert. Er bewegt sich ebenso wiederum erheblich schneller als diese, was eine Betrachtung der Zeitleisten der Menschheitsgeschichte unschwer verdeutlicht.
Aufgrund dieser von Stufe zu Stufe zunehmenden Komplexität, die durch die Kombination der vorgefundenen Elemente entsteht, ist man bei der Erforschung jeder höheren Stufe auf Wissen über die vorhergehenden Stufen angewiesen, kann sich aber gleichzeitig nicht darauf beschränken, weil jede Stufe ja etwas Neues hinzufügt. Jede Stufe verlangt deshalb auch neue Methoden ihrer Erforschung. So, wie die Biologie nicht auf die Physik reduziert werden kann, können auch die Sozialwissenschaften nicht auf die Biologie reduziert werden. Sie haben jeweils einen anderen Gegenstand, auch wenn dieser den vorhergehenden Wirklichkeitsbereich in sich enthält. Diese Einsicht ist die Begründung einerseits der Emanzipation der Wissenschaften voneinander, insbesondere der jüngeren von den älteren: Nur mit den Methoden und Denkmodellen der Physik oder Biologie wird man in den Sozialwissenschaften keinen Erfolg haben. Andererseits ist diese Einsicht die Begründung für die Notwendigkeit interdisziplinärer Zusammenarbeit: ohne die Erkenntnisse von Physik und Biologie wird man in den Sozialwissenschaften ebenso wenig realitätsangemessene Bilder unserer Umwelt produzieren. Bereits die ökologische Debatte macht dies deutlich.
Diese ökologische Debatte ist gleichzeitig ein Beispiel für die Wirkung des Zivilisierungsprozesses: die steigende Fähigkeit, Kausalketten nachzuvollziehen, also Ursache-Wirkungs-Beziehungen über immer längere Strecken zu kalkulieren – auch wenn es um nicht mehr mit unseren Sinnen erfassbare Phänomene geht. Diese Fähigkeit ist in einer Gesellschaft höchst unterschiedlich verbreitet, was ein Grund für die Konflikte rund um dieses Thema "Ökologie" ist.
Um die Kernaussage von Elias abschließend in einem Satz zusammenzufassen: je mehr Selbstkontrolle, desto mehr „Prozesskontrolle“.